# Sibila da Arménia
Sibila da Arménia (c. 1240 – 1290) era filha da Rainha Isabel da Arménia e de Hetum I da Arménia, sendo assim membro da família dos Hetumidas.
Sibila casou-se em 1254 com Boemundo VI de Antioquia. Este principado foi eliminado em 1268, aquando da sua conquista pelos mamelucos Egípcios. Boemundo continuou a governar de facto somente em Trípoli, mas mantendo o título de Príncipe de Antioquia. 
Aquando da morte de Boemundo VI, em 1275, o seu filho Boemundo VII (IV de Trípoli) tinha 14 anos, pelo que Sibila, sua mãe, governou como regente até o filho atingir a maioridade. Apesar de a sua regência ter sido contestada por Hugo III do Chipre, Sibila conseguiu manter-se no poder. 
Aquando da morte de Boemundo VII, em 1287, sucedeu-lhe a sua irmã, Lúcia de Trípoli. Devido ao facto de Lúcia ser casada com um governante estrangeiro, o povo de Trípoli, de modo a evitar a ocupação do condado, ofereceu-o a Sibila. Porém foi afastada do título pela filha Lúcia, que acabou por se tornar condessa. Sibila retirou-se para a corte do pai, Leão III da Arménia, onde morreu em 1290.  